# Stefan Lottermann

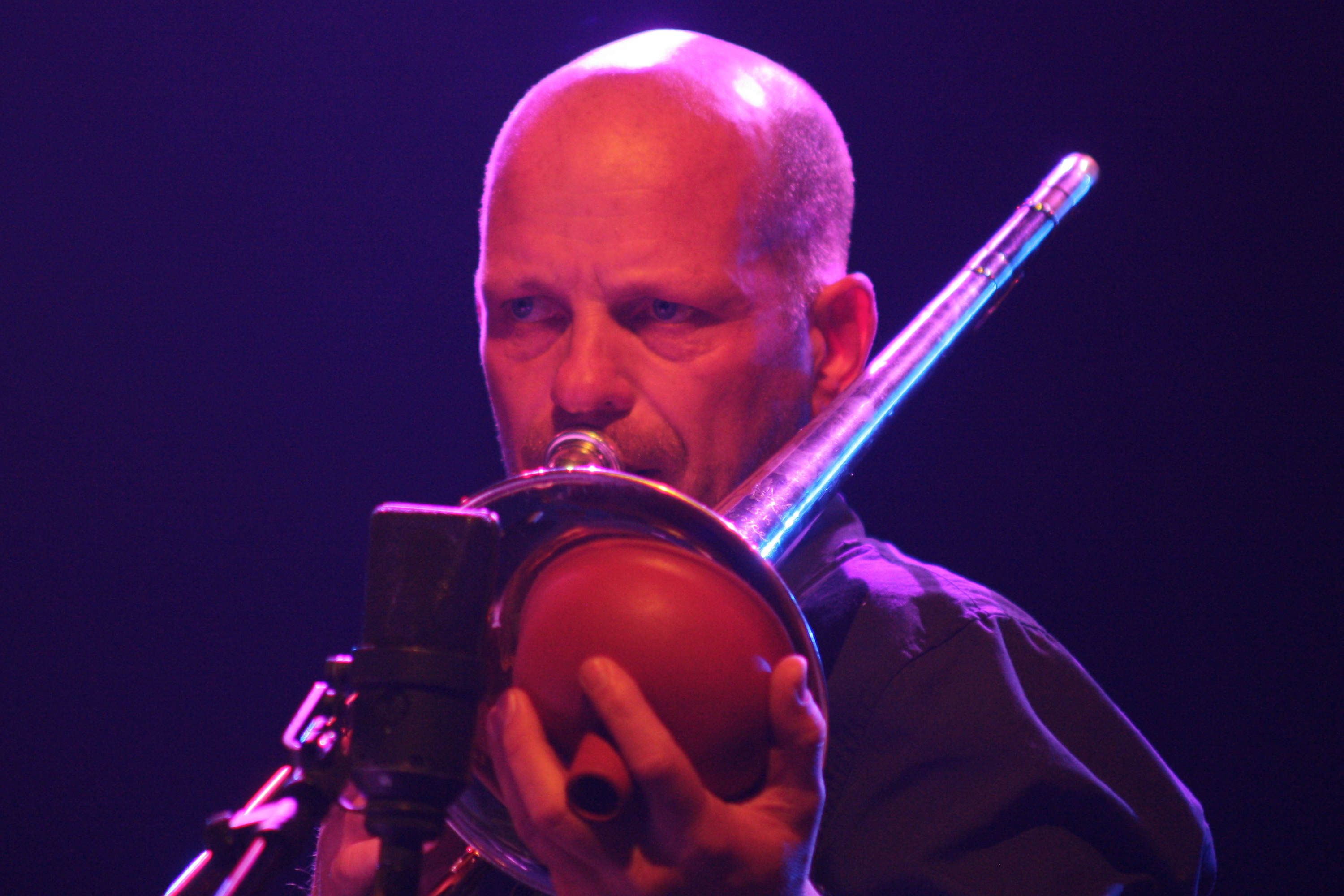
Stefan Lottermann (Deutsches Jazzfestival 2013)

Stefan Lottermann (* 1965 in Heidelberg) ist ein deutscher Posaunist des Modern Jazz.
Lottermann, der lange in Offenbach lebte, erhielt ab 1973 Posaunenunterricht am Konservatorium Mainz. Er setzte seine Studien fort an der Hochschule für Musik Köln bei Jiggs Whigham. Von 1990 bis 1995 spielte er im Deutsch-Französischen Jazzensemble unter Albert Mangelsdorff (dessen Stilistik in prägte) und Jean-Rémy Guédon. 1991 gewann er den Wettbewerb Jugend jazzt; 1992 erhielt er das Arbeitsstipendium der Stadt Frankfurt am Main. In diesem Jahr wurde er Mitglied des Quartetts von Heinz Sauer (Album lost ends, 1993). Dann spielte er in Projekten von Gabriele Hasler, Wollie Kaiser (1995), Jan von Klewitz (1995), Ed Schuller, Ekkehard Jost und der Frankfurt Jazz Bigband. Er ist seit 1998 Mitglied der NDR Bigband. Seit 2006 gehört er zudem dauerhaft dem hr-Jazzensemble an, in dem er schon seit Anfang der 1990er Jahre gelegentlich mitspielte.
Bruno Lottermann-Paulot ist sein Vater.

## Diskographische Hinweise
- Bonehenge (mit Iven Hausmann, Jan von Klewitz, Pepe Berns, John Schröder, JazzHausMusik 1995)
- hr-Jazzensemble Unauffällige Festansage (JazzWerkstatt 2005–2008)